# Бели носорог
Бели носорог (лат. Ceratotherium simum) је једна од пет живућих врста носорога. Од свих врста носорога ова врста је најдруштвенија. После афричког слона, то је највећа копнена животиња на свету. Познат је по својим широким уснама прилагођеним за пасење траве.
Бели носорози су такође и најбројнија врста носорога. Постоје две подврсте, северни (C. s. cottoni), који је скоро изумро и јужни (C. s. simum) бели носорог, који је чешћи.

## Име
Име белог носорога води порекло из Јужне Африке и локалног африканерског језика, који се развио из холандског језика. Африканерска реч „wyd" (од холандске речи „wijd”) значи „широк” и односи се на ширину усана белог носорога. Рани енглески досељеници у Јужној Африци су ову реч погрешно протумачили и изговарали као „white” (енгл. бело), тако да је носорог са широким уснама на крају назван бели носорог, а други афрички носорог, који има уске усне назван је црни носорог. Ова широка уста су специјализована за узимање великих количина траве, док су уста црних носорога погодна за кидање лишћа жбунова. Род којем припада бели носорог, Ceratotherium, приближно значи „рогата звер“. Епитет simum је од грчке речи simus и значи „са равним носем“.

## Физички опис
Бели носорог је највећа живућа врста носорога. Мерено просечном тежином, четврта је највећа живућа врста копненог сисара, веће су само три врсте слона. Бели носорог има крупно, масивно тело, велику главу, кратак врат и широке груди. Одрасли мужјак носорога у просеку тежи 2.300 kg и тежи је од женке, која у просеку тежи 1.700 kg. Податак о највећој забележеној тежини није поуздано утврђен, постоје поуздани подаци о примерцима тешким око 3.600 kg, међутим постоје и непоуздани подаци о јединкама тешким и до 4.500 kg. Одрастао носорог је дугачак од 3,35 до 4,2 m, а до рамена висок од 150 до 195 центиметара. На њушки се налазе два рога изграђена од кератина, за разлику од јелењих коштаних рогова. Предњи рог је дужи и просечно мери близу 90 cm, а може да достигне 150 cm. Бели носорози имају препознатљиву грбу на предњем делу леђа, изнад главе. Свака од четири кратке ноге има по три прста. Боја коже варира од жућкасто-браон до сиве боје. Длаку једино имају на крајевима репа и у ушима. Уши могу да покрећу независно једно од другог како би носорог прикупио што више звукова, док је чуло њуха најважније. Олфакторни рецептори заслужни за мирис су укупно већи од целокупног мозга.

## Понашање
Живе у травнатим равницама и саванама. Биљоједи су који пасу траву и преферирају ону најкраћу. Воду редовно пију два пута дневно ако је доступна. У време суше може да издржи четири до пет дана без воде. Око пола дана проведе у исхрани, једну трећину одмарајући се, а остатак дана у разним другим активностима. Као и сви други носорози, и бели воле купање и ваљање у блату како би се охладили.
Када су изложени опасности, бели носорози (већином мужјаци) обарају главу са ушима окренутим уназад и трљају рогом о земљу, у комбинацији са режањем и криком ако су нападнути. Трче брзином од 28 километара на час коју могу да одрже на даљини од 3,2 километара. Брзина галопа је 40 km/h.
Бели носорози могу да живе у крдима од 14 јединки, која углавном чине женке. Одрасли мужјаци углавном воде самачки живот. Доминантни мужјаци обележавају своју територију урином и изметом. Око 10 пута на дан то раде док патролирају територијом. Најжешће борбе се дешавају када се мужјаци боре око женке. Женке не бране своју територију иако се знатно преклапа са територијама других носорога.

## Размножавање
Женке су полно зреле са 4-5 година, а мужјаци касније, са 10-12 година. Парење траје око пола сата. Пар остаје заједно између 5 и 20 дана, након којих свако наставља својим путем. Трудноћа траје око 16-18 месеци после чега се рађа једно младунче које тежи од 40 до 64 килограма. Младунци су несигурни док не прођу 2-3 дана од рођења. Када се осети угроженим, младунче се склања под мајку која је веома заштитнички настројена и снажно га штитити. Сисање млека може да потраје до дванаестог месеца живота. Женка је способна да рађа на сваке 2 до 3 године. Бели носорози живе од 40 до 50 година.

## Подврсте

### Јужни бели носорог
Јужни бели носорог (Ceratotherium simum simum) је једна од две подврсте белих носорога. 2005. године је установљено да их има највише у Јужноафричкој Републици. Њихов број се процењује на око 11.600, што говори о томе да је ова подврста носорога најбројнија у свету. Ако им се обезбеди довољан простор и обиље хране, лако ће се размножавати у зоолошким вртовима, поготово они носорози који су пребачени из дивљине. Ово доказује податак да је у зоолошком врту у Сан Дијегу од 1972. године рођен 91 носорог. Међутим, из неразумљивих разлога, изузетно је ниска стопа репродукције међу женкама јужних белих носорога рођених у заточеништву.

### Северни бели носорог
Северни бели носорог (Ceratotherium simum cottoni) је живео у неколико земаља источне и средње Африке јужно од Сахаре, а данас је критично угрожена подврста. Популација у дивљини је са око 500 јединки колико их је било 1970. године, до 1995. смањена на 30 животиња, које су живеле у Националном парку Гарамба у Конгу. До 2005. тај број је смањена на само 4 носорога. До 2018, како се верује, изумрли су у дивљини, а угинули су и сви примерци који су живели у ЗОО вртовима. Једино место где су северни бели носорози још увек постојали, био је кенијски резерват природе Ол пеџита, где их је почетком те године било 3, један мужјак и две женке. Последњи мужјак угинуо је 19. марта 2018. Једини данас живи примерци ове подврсте су две женке.

## Статус
Бели носорог је откривен 1817. године, а већ седамнаест година касније је постао, због претераног лова и споре репродукције ретка животиња.
Северни бели носорози су се у дивљини донедавно једино могли наћи у Демократској Републици Конго, данас се верује да су изумрли у дивљини, док јужна подврста живи широм Јужне Африке. 98,9% популације белих носорога живи у само четири земље (у Јужноафричкој Републици, Намибији, Зимбабвеу и у Кенији). Скоро десетковани и доведени до ивице истребљења почетком 20. века, бели носорози су до краја 20. века значајно увећали свој број. 2001. године је процењено да 11.670 белих носорога живи у дивљини, док је још 777 носорога живело у зоолошким вртовима. То их чини најбројнијом врстом носорога у свету.